# Kuarup (filme)
Kuarup é um filme brasileiro de 1989, do gênero drama, dirigido por Ruy Guerra e baseado em obra de Antônio Callado — Quarup.
O principal personagem é um padre que, na década de 1950, era missionário no Alto Xingu, que posteriormente deixa o sacerdócio e se torna um indigenista que depois luta contra o regime militar implantado em 1964.

## Elenco
- Taumaturgo Ferreira como Nando
- Fernanda Torres como Francisca
- Cláudio Mamberti como Ramiro
- Cláudia Raia como Sônia
- Maitê Proença como Maureen
- Lucélia Santos como Lídia
- Umberto Magnani como Fontoura
- Rui Resende como Hosana
- Dionísio Azevedo como Anselmo
- Cláudia Ohana como Vanda
- Mauro Mendonça como Gouveia
- Ewerton de Castro como Bomfim
- Roberto Bonfim como Calu
- Macsuara Kadiwéu como Anta

## Prêmios e indicações
Festival de Cannes 1989 (França)
- Indicado à Palma de Ouro.